# Estany Conca
L'Estany Conca és un llac d'origen glacial que es troba a 2.472m d'altitud, a la capçalera de la vall Fosca, al Pallars Jussà, al nord-oest del poble de Cabdella, en el terme municipal de la Torre de Cabdella.
La seva conca està formada al sud-est per les Raspes del Castell, i a ponent, pels contraforts del Pic de l'Estanyet i de lo Pessó Petit.
Pertany al grup de llacs d'origen glacial de la capçalera oriental del riu de Riqüerna, a través del barranc de Francí, a prop del termenal amb l'Alta Ribagorça. Rep les aigües de l'Estany Morera, situat al nord-est, i del Salado, al nord-oest. És un estany que queda tancat del tot per les muntanyes que l'envolten, però té sortida cap al sud-est, per on davalla cap al barranc de Francí.